# Stenaelurillus setosus
Stenaelurillus setosus är en spindelart som först beskrevs av Tord Tamerlan Teodor Thorell 1895.  Stenaelurillus setosus ingår i släktet Stenaelurillus och familjen hoppspindlar. Inga underarter finns listade i Catalogue of Life.